# Agence de contrôle des finances (Indonésie)
Pour les articles homonymes, voir BPK.
Le Badan Pemeriksa Keuangan (en abrégé BPK) ou Agence de contrôle des finances est une institution administrative indonésienne compétente pour effectuer le contrôle de la gestion et de la responsabilité des finances de l'État. C'est en quelque sorte la Cour des comptes indonésienne.
Selon la Constitution indonésienne, le BPK est libre et indépendante. Ses membres sont élus par le Conseil représentatif du peuple (assemblée nationale) ou DPR dans son sigle indonésien, l'élection étant entérinée par le président de la République.
Les résultats du contrôle financier sont communiqués au DPR, au Conseil Représentatif des Régions (chambre haute) ou DPD dans son sigle indonésien et aux DPRD (assemblées de province et de département) selon leurs compétences respectives. En 2004, le BPK comptait 1755 auditeurs.

## Histoire
L'article 23 paragraphe (5) de la Constitution de 1945 stipule que le contrôle de la responsabilité des finances de l'État reviendra à une agence de contrôle des finances ou BPK dont les règles de fonctionnement seront fixées par la loi. Le résultat des investigations seront transmis au DPR (assemblée nationale).
L'agence est instituée par un décret du 28 décembre 1946 et est temporairement installée à Magelang (Java central). Les règles de contrôle sont provisoirement celles de l'Algemene Rekenkamer ("chambre générale des comptes") définies à l'époque des Indes néerlandaises. En 1948, l'agence est transférée à Yogyakarta, capitale de la république d'Indonésie à l'époque.
Avec la formation de la république des États-Unis d'Indonésie (RIS dans son sigle indonésien) le 14 décembre 1949, est créé un Dewan Pengawas Keuangan ("conseil de surveillance des finances") compétent pour l'ensemble de la fédération. Il est installé à Bogor (Java occidental dans les locaux de l'Algemene Rekenkamer de l'époque des Indes néerlandaises. Le BPK, dont les bureaux restent à Yogyakarta, continue d'exister mais sa compétence se limite désormais au seul territoire de la république d'Indonésie, l'un des états constituant la RIS.
Avec le retour à l'« État unitaire de la république d'Indonésie » le 17 août 1950, le Dewan Pengawas Keuangan est fusionné avec le BPK.

## Membres du BPK
Le BPK comporte 9 membres : un président, un vice-président et 7 membres ordinaires. Les membres ont un mandat de 5 ans renouvelable une fois. Pour chaque nouvelle nomination, la komisi VII du DPR, chargée des finances, de la planification du développement national, de la banque, et des institutions financières non-bancaires, propose une liste de candidats potentiels.
La liste des membres du BPK pour la période 2024-2029 est la suivante :
1. Dr. Isma Yatun
2. Dr. Budi Prijono
3. Nyoman Adhi Suryadnyana
4. Ir. Daniel Lumban Tobing
5. Dr. Akhsanul Khaq
6. Haerul Saleh
7. H. Bobby Adhityo Rizaldi
8. Drs. H. Fathan Subchi
9. Dr. Slamet Edy Purnomo